# Allégorie de la Félicité
Allégorie de la Félicité (en italien, Allegoria della Felicità) est une peinture allégorique de Bronzino, portraitiste de la Renaissance. Probablement créée au départ pour le Studiolo de François Ier de Médicis, l'œuvre est signée BROZ. FAC. et est conservée au musée des Offices à Florence,,,. Elle est présentée aujourd'hui dans un encadrement en bois cannelé et doré du XVIIe siècle. La plupart des historiens de l'art la datent d'environ 1567 et sa première mention dans l'inventaire des Offices date de 1635-1638,.

## Description
La Félicité est représentée au centre de la toile sous la forme d'une jeune femme, portant dans sa main droite le caducée (symbole de la Médecine) et dans sa main gauche une corne d'abondance chargée de fruits mûrs. Appuyé contre elle se tient Cupidon, symbole de l’amour, qui pointe une flèche vers son cœur. La Prudence et la Justice se tiennent de chaque côté d'elle, tandis que les ennemis de la Paix, le Temps et la Fortune avec sa roue, sont vaincus, agenouillés à ses pieds. Au-dessus de la tête de la Félicité se trouvent la Renommée sonnant de la trompette, et la Gloire tenant une couronne de laurier. Graham Smith soutient que cet état idéal de bonheur est Florence et qu'elle célèbre Cosme Ier pour le grand bien-être public de l'époque. Le gouvernement d’un prince doit donc tendre au bonheur de ses sujets et au sien, car c’est ainsi que sa renommée triomphera, que son gouvernement durera dans le temps, et que les ennemis de la paix seront écrasés.